# Altamont (Misuri)
Altamont es una villa ubicada en el condado de Daviess en el estado estadounidense de Misuri. En el Censo de 2010 tenía una población de 204 habitantes y una densidad poblacional de 304,11 personas por km².

## Geografía
Altamont se encuentra ubicada en las coordenadas 39°53′17″N 94°5′13″O / 39.88806, -94.08694. Según la Oficina del Censo de los Estados Unidos, Altamont tiene una superficie total de 0.67 km², de la cual 0.66 km² corresponden a tierra firme y (1.16%) 0.01 km² es agua.

## Demografía
Según el censo de 2010, había 204 personas residiendo en Altamont. La densidad de población era de 304,11 hab./km². De los 204 habitantes, Altamont estaba compuesto por el 99.51% blancos, el 0% eran afroamericanos, el 0.49% eran amerindios, el 0% eran asiáticos, el 0% eran isleños del Pacífico, el 0% eran de otras razas y el 0% pertenecían a dos o más razas. Del total de la población el 0% eran hispanos o latinos de cualquier raza.